# Фонд Мідоуз
Фонд Мідоуз (англ. Meadows Foundation) в окрузі Сомерсет, Нью-Джерсі в США це некомерційна корпорація, яка була заснована в 1978 році і стежить за відновлення семи історичних будинків в Сомерсет. Будинки знаходяться в Реєстрі історичних місць в Нью-Джерсі і Національному реєстрі історичних місць США.

## Будинки
- Будинок Ван Лю-Суйдам, Саут-Мідлбуш Роуд 280. Побудований в XVII столітті Пітером Ван Ли. Джозеф Сайдам пізніше побудував частина будинку, яку видно сьогодні. Новітня і велика частина будинку була побудована в 1875 році. Хоча найостанніший довгостроковий господар дому мав ім'я Френч (англ. French), будинок був названий на честь його двох перших власників.
- Будинок Ван Вікл (англ. Peter Van Liew House), Істон авеню 1289
- Туліпвуд — будинок за адресою Гамільтон-стріт 1165
- Ферма Хейджмен (англ. Hageman Farm), Саут-Мідлбуш Роуд 209
- Будинок Виков-Гарретсон (англ. Wyckoff-Garretson House), Саут-Мідлбуш Роуд 215
- Готель Франклін (англ. Franklin Inn), Емвел-Роуд 2371
- Будинок млинів Блеквелс на каналі (англ. Blackwells Mills Canal House), Блеквелс-Міллс Роуд і Кенал-Роуд. Будинок був побудований близько 1835 року, в той же час, що і канал. Слугував для розміщення механізму моста. Механізм відкриває розвідний міст, коли човни проходять каналом, потім закриває його, щоб дозволити береговому трафіку перетнути канал.

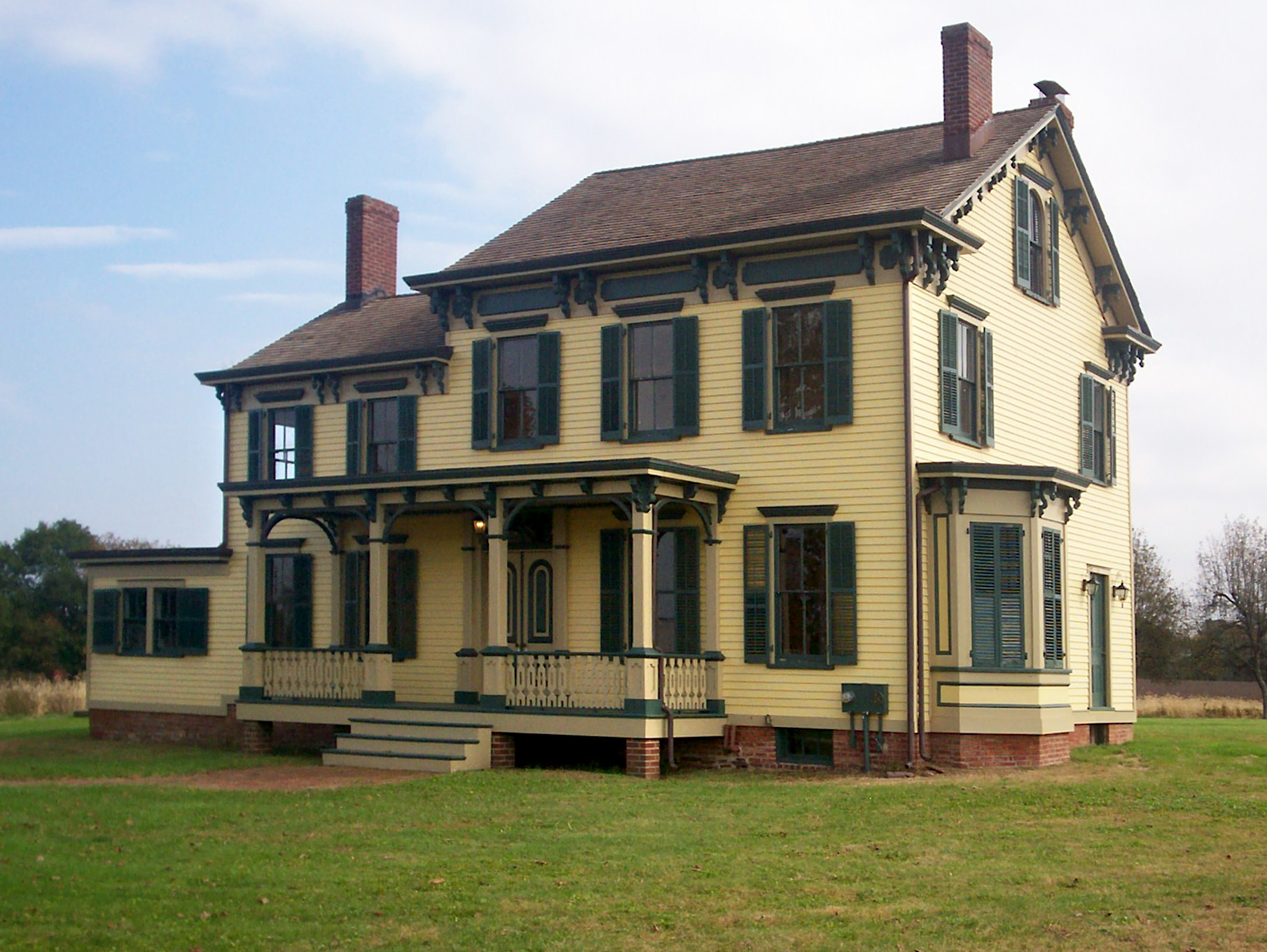
Будинок Ван Лю-Суйдам у 2006 році.
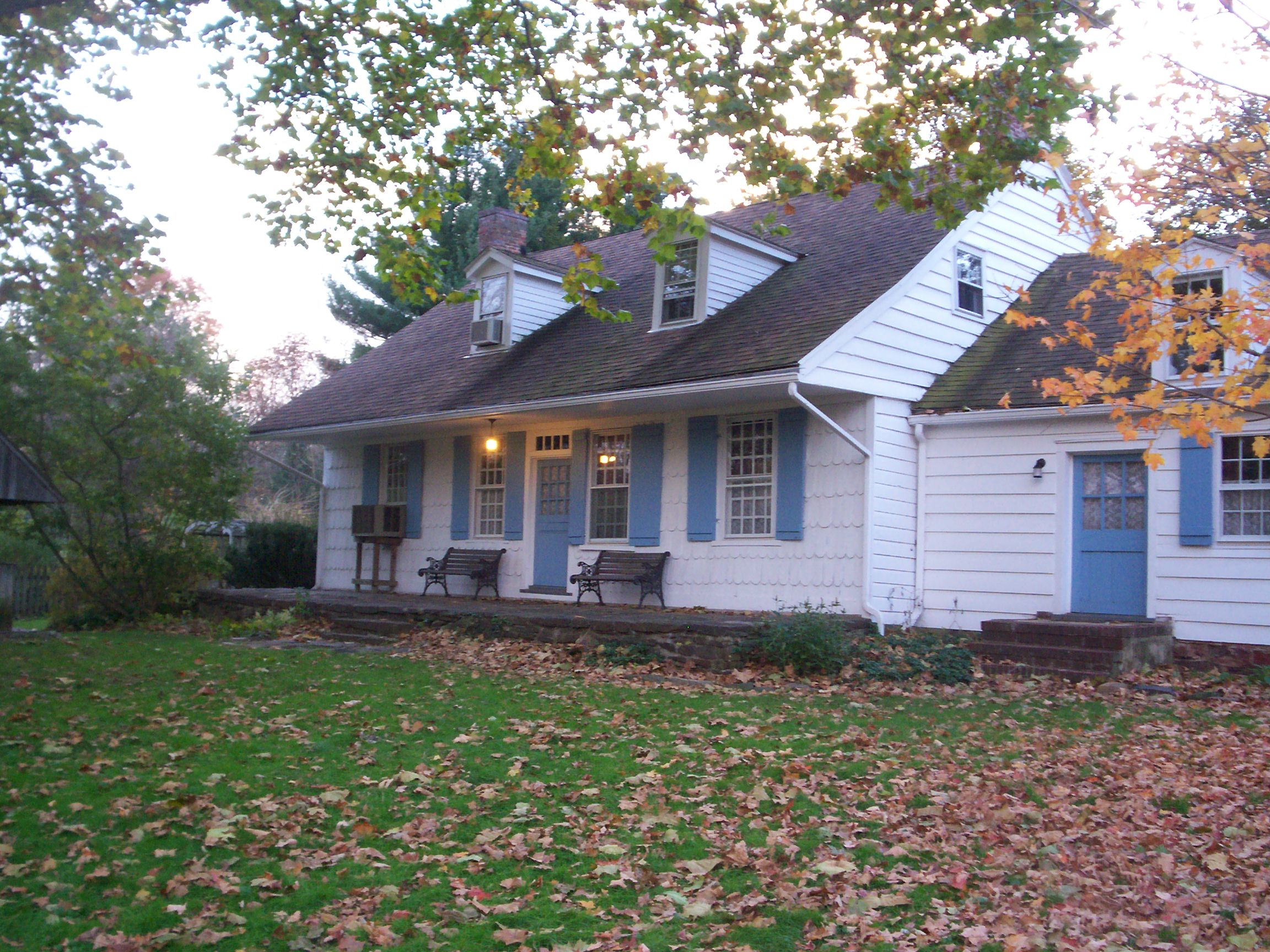
Будинок Ван Вікл
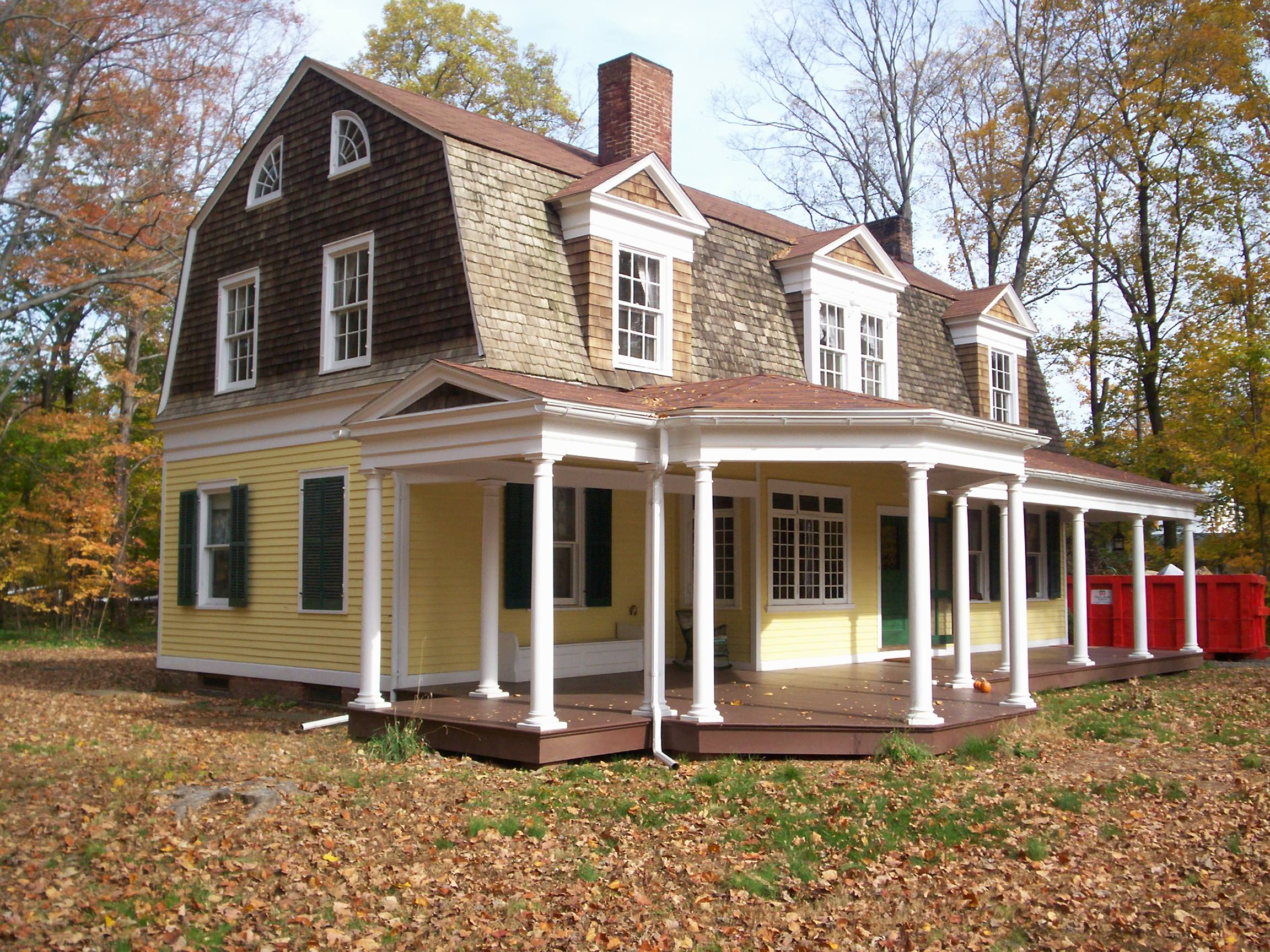
Туліпвуд.
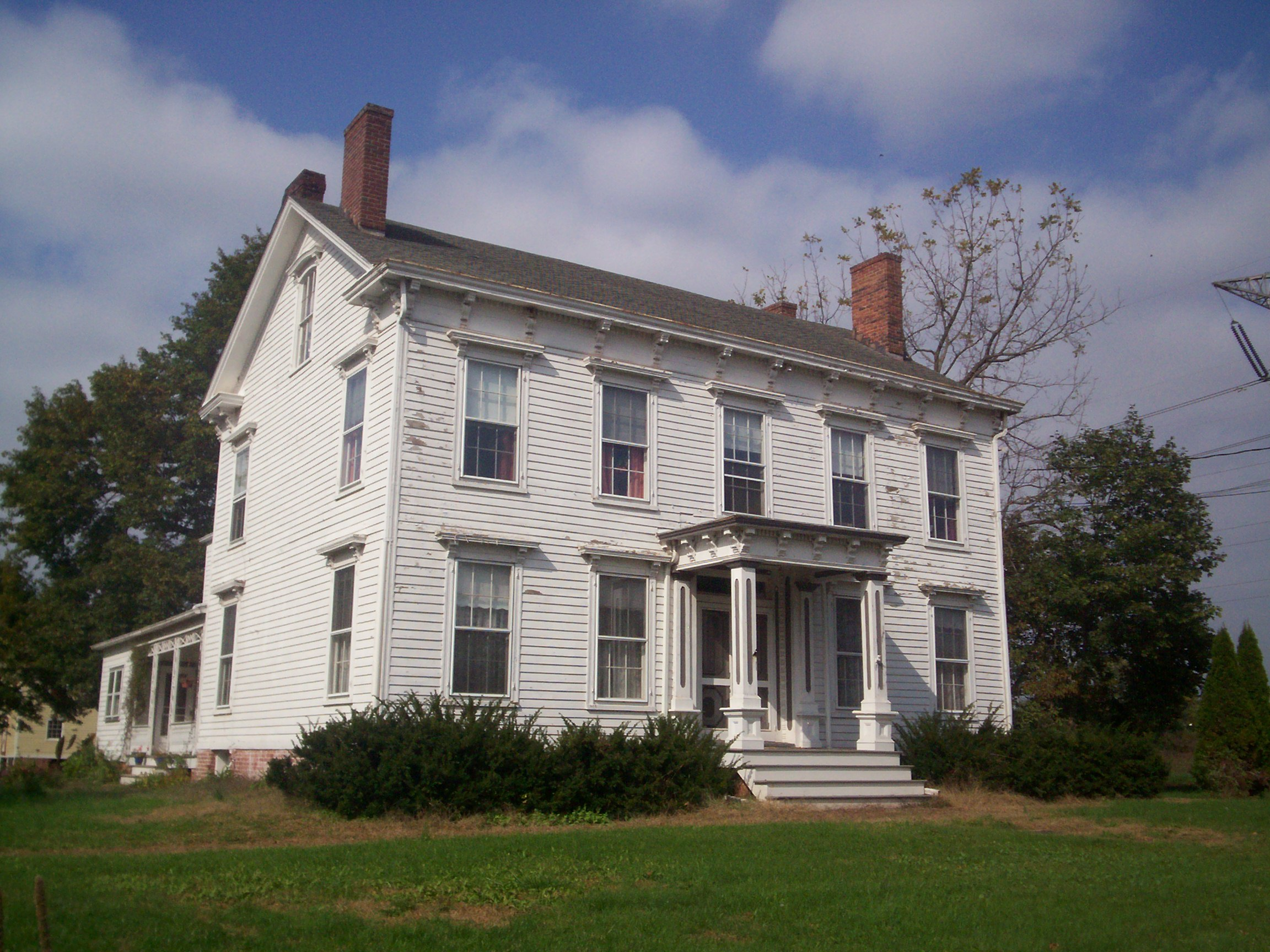
Будинок Ферма Хейджмен
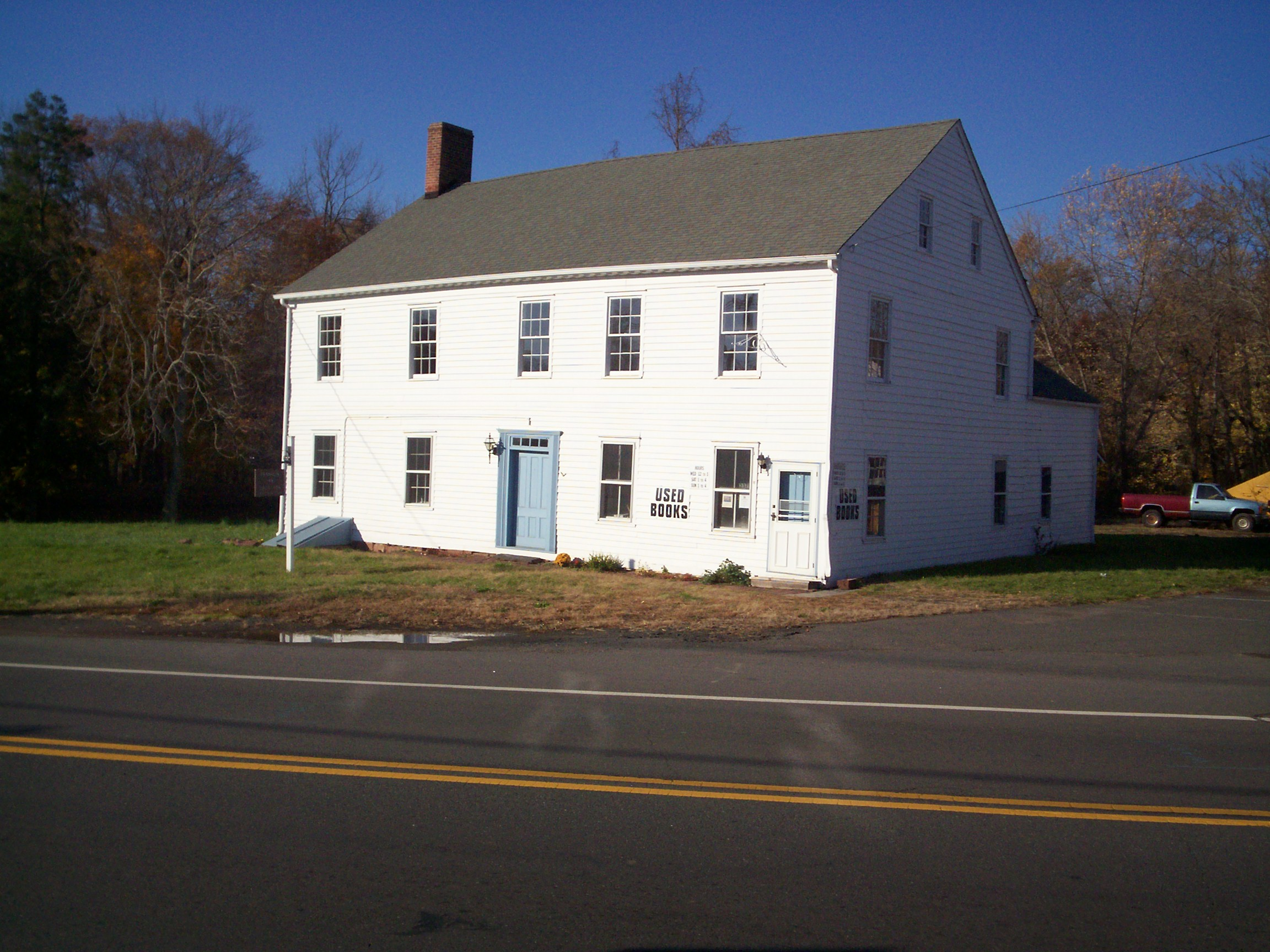
Готель Франклін.
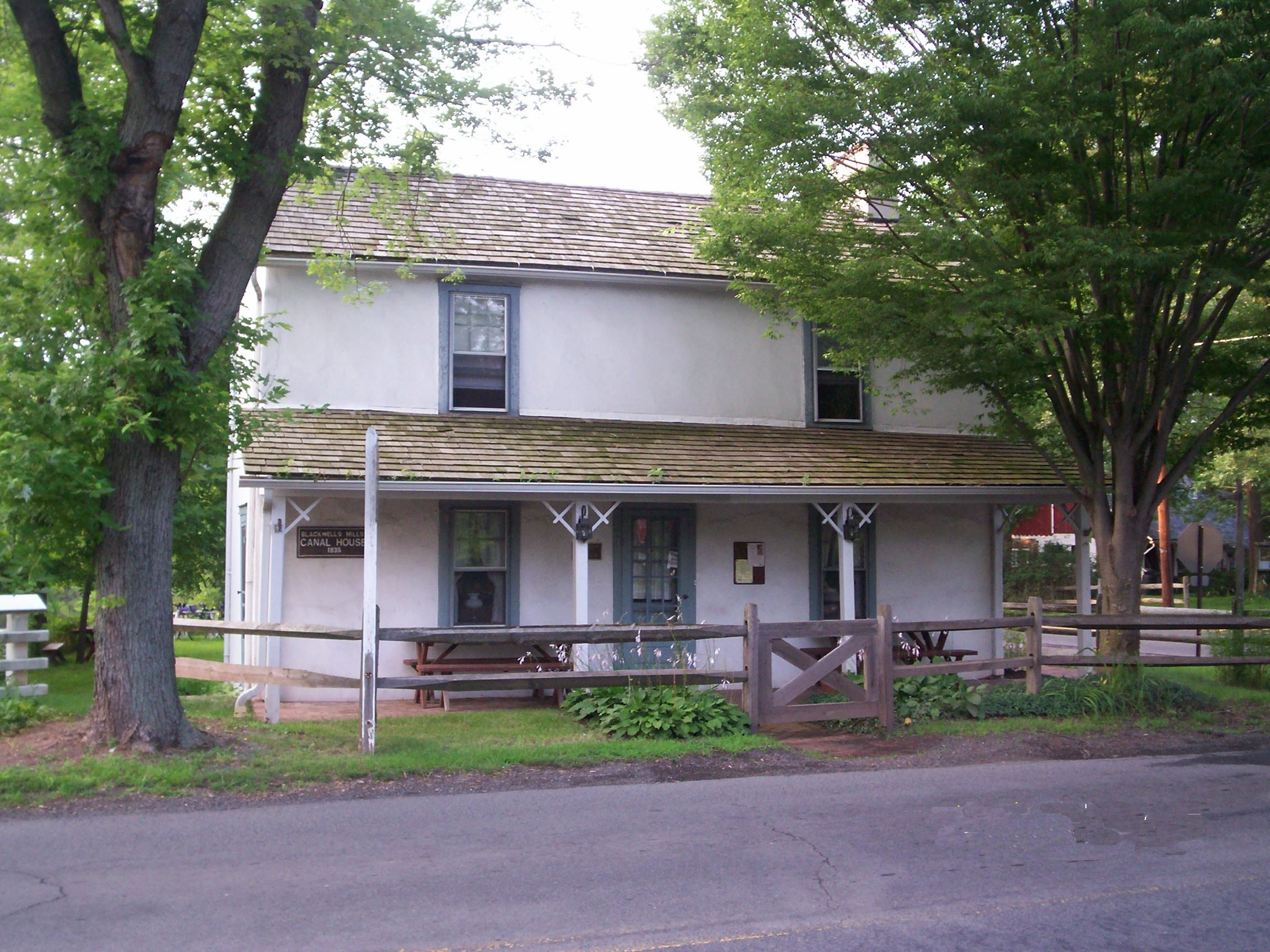
Будинок млинів Блеквелс на каналі